# La Perrière (Orne)
Pour les articles homonymes, voir La Perrière.
La Perrière est une ancienne commune française, située dans le département de l'Orne en région Normandie, peuplée de 214 habitants.

## Géographie
La Perrière est située dans le Perche. L'Huisne y prend sa source. La Perrière est située à 7 km de Pervenchères, à 9 km de Mamers et à 10 km de Bellême. Le sentier de grande randonnée 22 traverse la commune.

## Toponymie
La Perrière évoque les pierres, il s'agit d'anciennes carrières. 
Il y avait autrefois, à La Perrière, deux catégories de carrières : l’une qui fournissait la pierre blanche servant à la construction, l’autre, du grès ferrugineux qui, mêlé au sable formait du « grison », également utilisé pour la construction.
Le gentilé est Perriérois.

## Histoire
La Perrière a été chef-lieu de canton durant la Révolution de 1790 au 8 pluviôse an IX (28 janvier 1801) sous le nom de Saint-Hilaire-de-Soisai-la-Perrière ou Saint-Hilaire-de-Soisai,.
La commune nouvelle de Belforêt-en-Perche voit le jour à la suite du regroupement des communes d'Eperrais, du Gué-de-la-Chaîne, d'Origny-le-Butin, de la Perrière, de Saint-Ouen-de-la-Cour et de Sérigny le 1er janvier 2017. Son chef-lieu se situe au Gué-de-la-Chaîne.

## Politique et administration
- La mairie.

| Période                                  | Période      | Identité        | Étiquette | Qualité                                    |
| ---------------------------------------- | ------------ | --------------- | --------- | ------------------------------------------ |
| avant 1981                               | ?            | Michel Adam     |           |                                            |
| juin 1995                                | mars 2001    | Denise Esnault  |           |                                            |
| mars 2001                                | octobre 2007 | Jean Bernardeau |           |                                            |
| octobre 2007                             | En cours     | Daniel Chemin   | SE        | Fonctionnaire (ministère de l'Agriculture) |
| Les données manquantes sont à compléter. |              |                 |           |                                            |

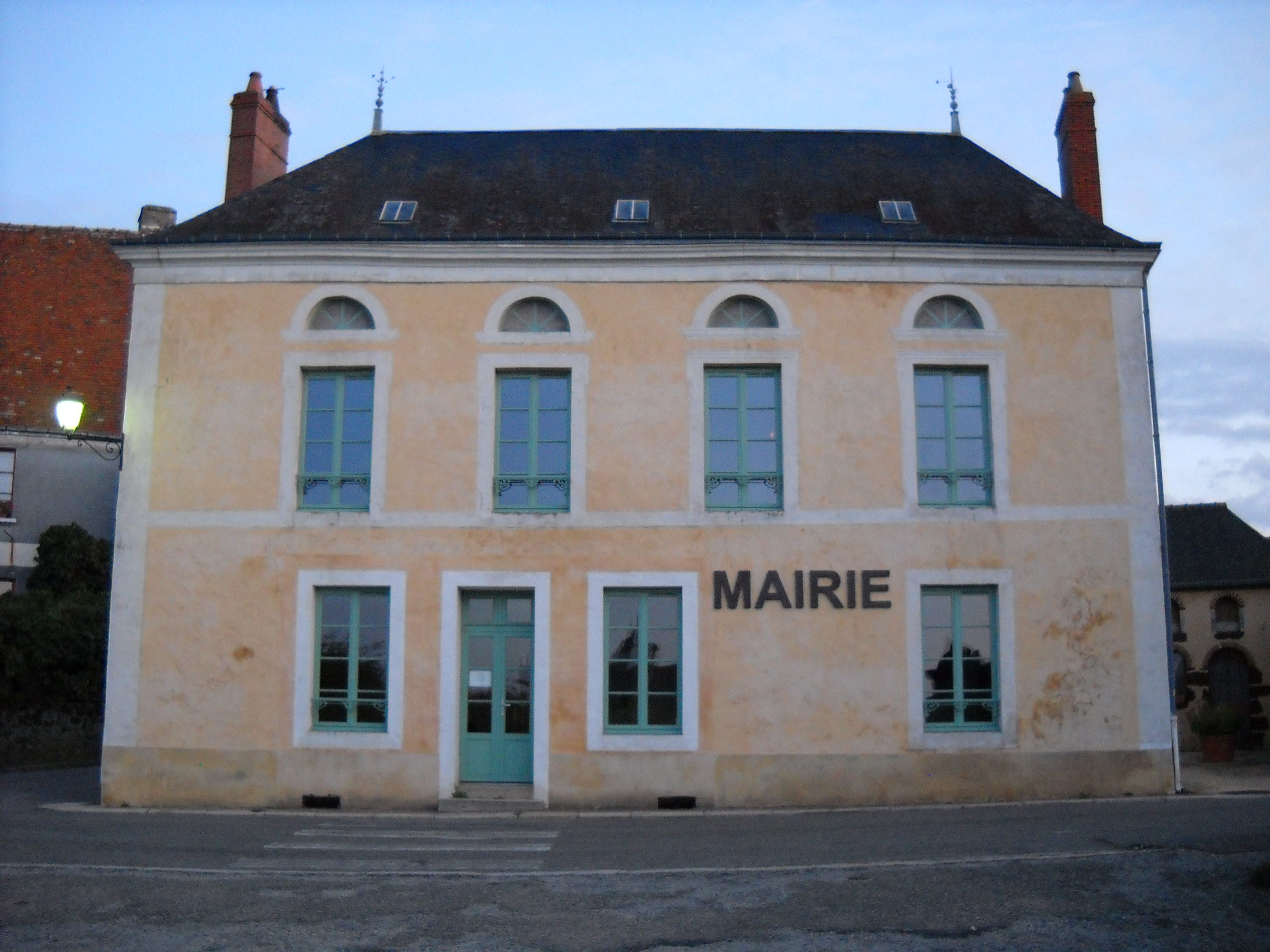
La mairie.

Le nombre d'habitants, au dernier recensement, étant compris entre 100 et 499, le nombre de membres du conseil municipal est de 11.

## Démographie
L'évolution du nombre d'habitants est connue à travers les recensements de la population effectués dans la commune depuis 1793. À partir du 1er janvier 2009, les populations légales des communes sont publiées annuellement dans le cadre d'un recensement qui repose désormais sur une collecte d'information annuelle, concernant successivement tous les territoires communaux au cours d'une période de cinq ans. 
Pour les communes de moins de 10 000 habitants, une enquête de recensement portant sur toute la population est réalisée tous les cinq ans, les populations légales des années intermédiaires étant quant à elles estimées par interpolation ou extrapolation. Pour la commune, le premier recensement exhaustif entrant dans le cadre du nouveau dispositif a été réalisé en 2006,.
En 2021, la commune comptait 214 habitants, en évolution de −15,42 % par rapport à 2015 (Orne : −1,53 %, France hors Mayotte : +2,49 %).
| 1793 | 1800 | 1806 | 1821 | 1836  | 1841  | 1846  | 1851  | 1856  |
| ---- | ---- | ---- | ---- | ----- | ----- | ----- | ----- | ----- |
| 780  | 681  | 849  | 958  | 1 040 | 1 004 | 1 045 | 1 115 | 1 030 |

| 1861  | 1866 | 1872 | 1876 | 1881 | 1886 | 1891 | 1896 | 1901 |
| ----- | ---- | ---- | ---- | ---- | ---- | ---- | ---- | ---- |
| 1 033 | 992  | 950  | 933  | 799  | 728  | 693  | 672  | 612  |

| 1906 | 1911 | 1921 | 1926 | 1931 | 1936 | 1946 | 1954 | 1962 |
| ---- | ---- | ---- | ---- | ---- | ---- | ---- | ---- | ---- |
| 578  | 541  | 505  | 492  | 481  | 510  | 465  | 576  | 639  |

| 1968 | 1975 | 1982 | 1990 | 1999 | 2006 | 2011 | 2016 | 2020 |
| ---- | ---- | ---- | ---- | ---- | ---- | ---- | ---- | ---- |
| 618  | 520  | 422  | 346  | 291  | 289  | 259  | 252  | 216  |

## Lieux et monuments

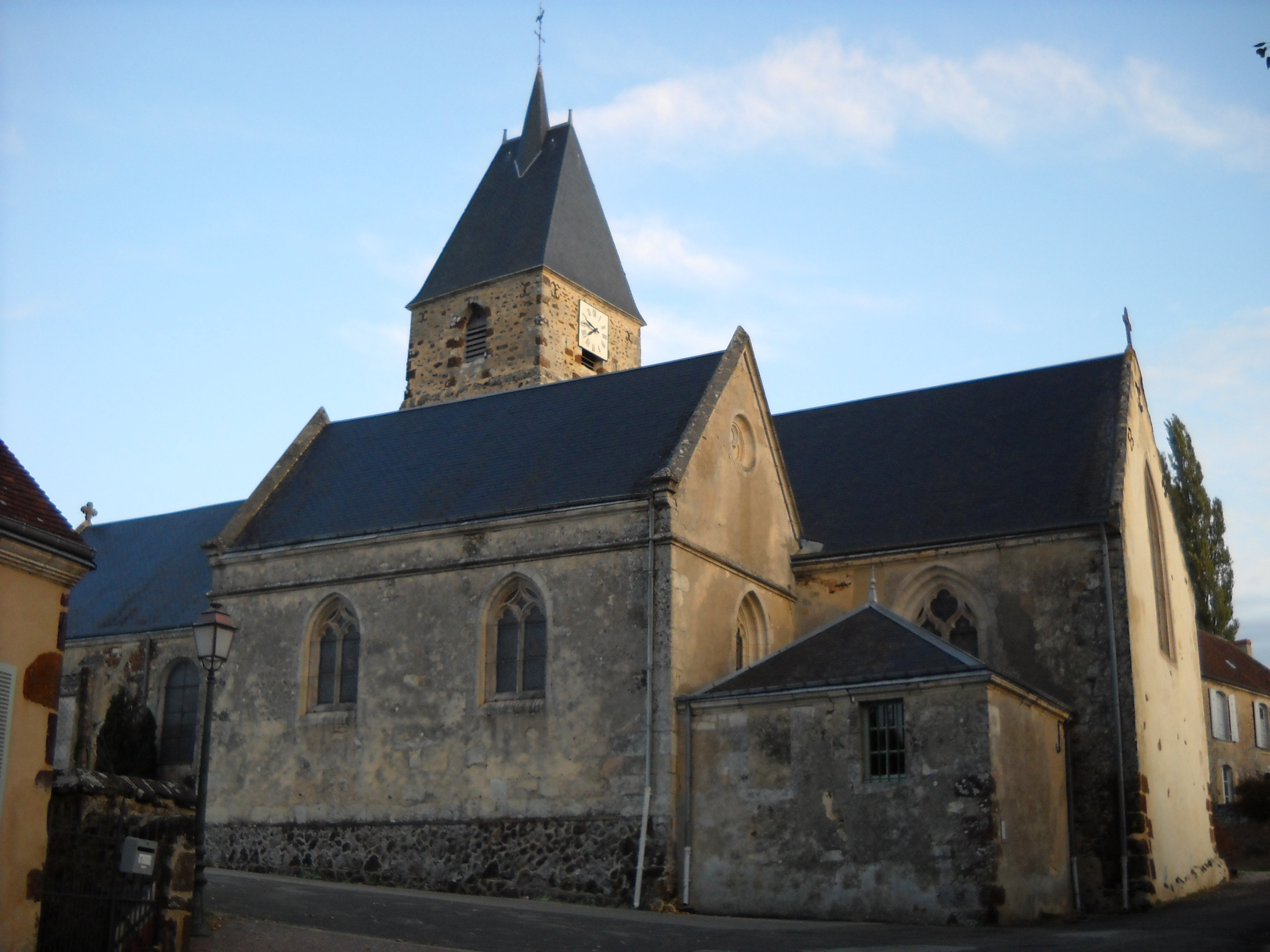
L'église Notre-Dame-du-Rosaire.

- Le presbytère, se situant à proximité de l'église Notre-Dame. C'est une maison acquise à M. Fromage, le 14 septembre 1824, construite très probablement sur l'ancien château fort (en raison de l'épaisseur des murs de soubassement). Aujourd'hui, le presbytère est devenu un gîte[13].
- Le logis de l'Évêque. Situé dans le village, le porche du XVIIe siècle est protégé par deux tourelles à échauguettes[14].
- La maison du Rosaire.
- Le collège.
- La prison.
- Le relais de poste.
- Le prieuré.
- Le château d'Orbée.
- La ferme de la Croix.
- La ferme dîmeresse de la Grange.
- La villa des Hortensias.
- Le château de Montimer. Près du logis du XIXe siècle, se dresse une forte tour cylindrique à mâchicoulis[14] dont les façades et toitures sont inscrites au titre des monuments historiques par arrêté du 27 mai 1975[15].
- La butte du Pont-Sevrain. Située au nord de la commune, la bute, un tertre hémisphérique sans fossés, a été fouillé vers 1880 et a livré des fers de lance et des monnaies romaines[14].
- Le domaine de Soisay.

Pour mémoire
- Château fort de la Perrière. Il fut démoli en 1449 par les Anglais[14].

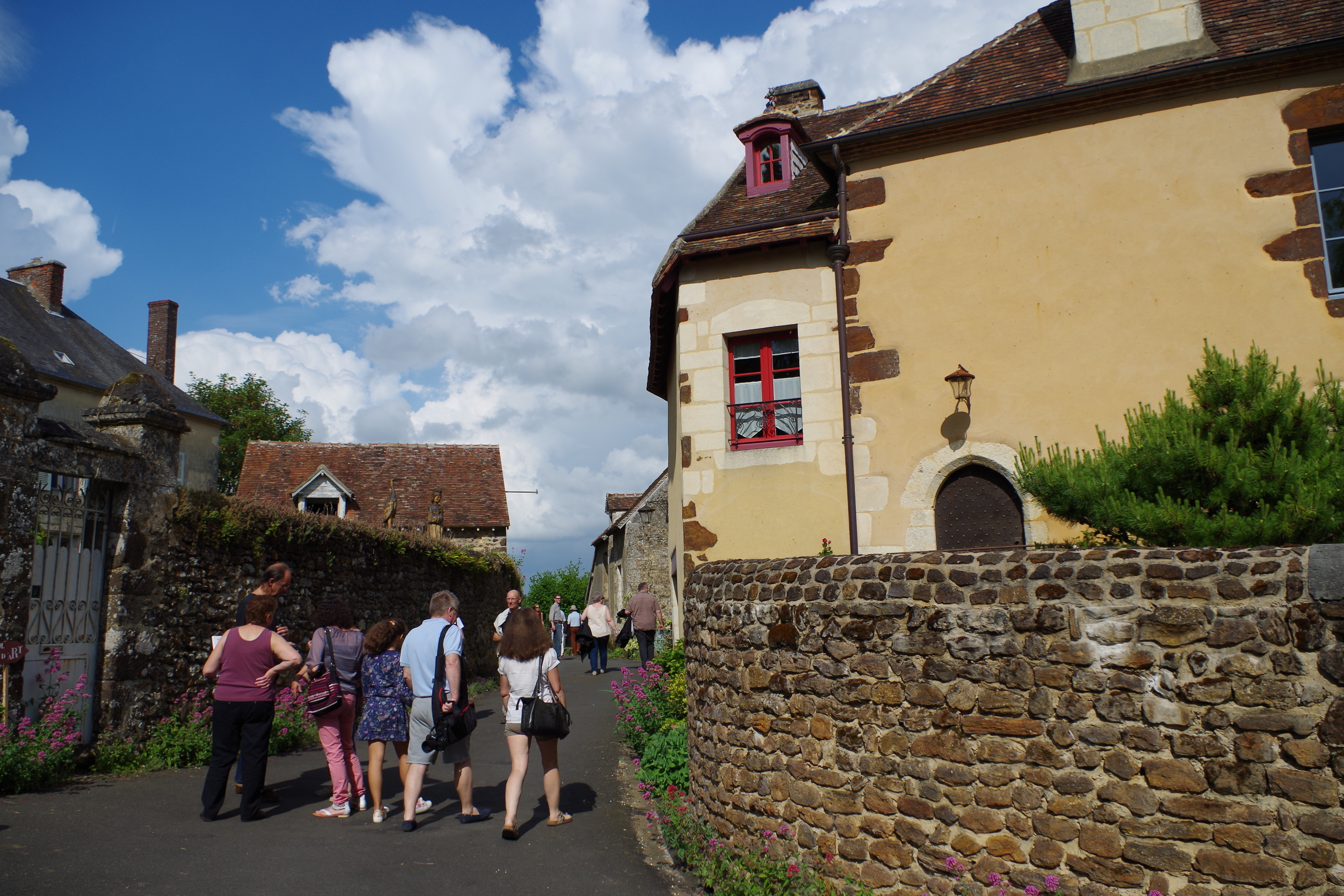
La maison du Rosaire.
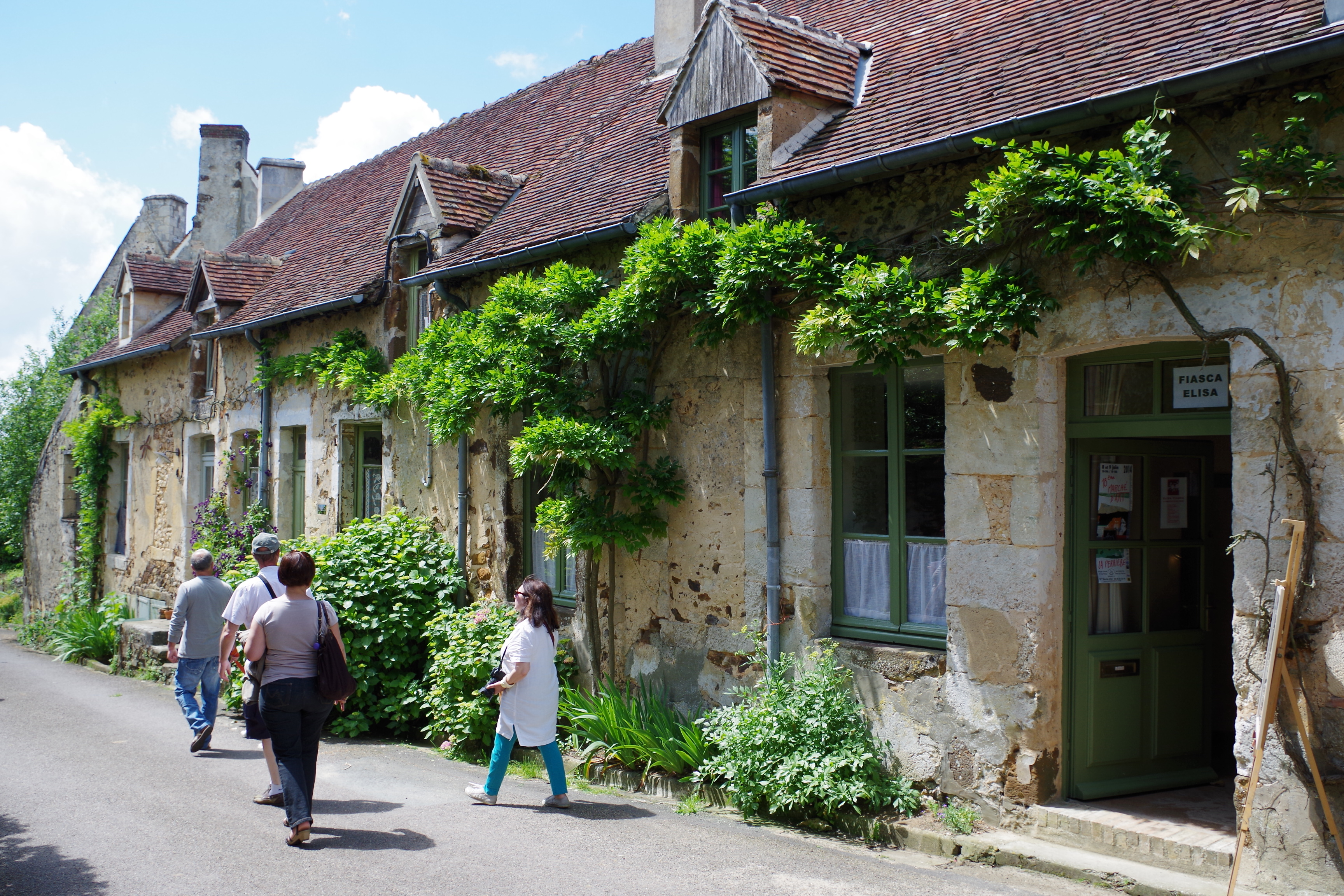
Les maisons de filetières.

## Personnalités liées à la commune
- Mathurin Cordier (La Perrière, 1479 - 1564), théologien, professeur, humaniste et pédagogue.
- René III de La Boussardières (1604-1632), seigneur de La Suardière, à La Perrière ; et son fils Jean III de La Boussardières (1623-après 1690), seigneur de La Grande Suardière.
- Angélique Cottin, dite « la fille électrique », objet de curiosité du XIXe siècle pour sa capacité à influer sur les courants électriques par la pensée[16].
- La créatrice de mode Chantal Thomass avait une maison à La Perrière, elle vit à Mortagne-au-Perche.
- L'écrivain Julien Cendres vit à La Perrière depuis 1992[17].